# 高野隆
高野 隆（たかの たかし、1956年9月30日 -）は、日本の弁護士。第二東京弁護士会所属。元早稲田大学大学院法務研究科教授、日弁連裁判員制度実施本部・公判弁護技術に関するプロジェクトチーム元座長、ミランダの会元代表。一般財団法人東京法廷技術アカデミー代表理事。

## 三大刑事弁護人
刑事弁護の業界では、神山啓史、後藤貞人と共に三大刑事弁護人の一人として広く認知されている。
特に3人の中でも高野は、本職の刑事弁護以外に法曹教育についても力を入れており、早稲田大学 大学院法務研究科でも教鞭をとっていた。

## 人物
早稲田大学法学部、サザンメソジスト大学ロースクール（LL.M.）出身。
後述の通り、刑事事件の弁護士として名高い。若手時代にアメリカに留学し、憲法、刑事手続法、証拠法などを学び、英会話に堪能である。近年は指導的立場につき、若手弁護士を対象とした弁護技術の研修活動にも積極的に携わっている。
特に日本の刑事司法における身体拘束問題について問題視しており、自白や証拠意見の同意をするなど有罪立証に協力的態度を示せば保釈される一方で、否認したり証人尋問を要求するなど有罪立証に非協力的態度を示せば保釈されずに身体拘束が長期にわたることについて、被告人を人質にして裁判を有利に進めるものだとして「人質司法」だと非難している。
裁判員制度推進派である。手越祐也の事務所独立の際にも弁護士として関与し、手越の独立会見に同席している。宮崎駿に容姿が似ている事から法曹界の駿などと一部で言われていた。

### カルロス・ゴーンの弁護人として
元日産自動車代表取締役会長カルロス・ゴーンの弁護人として、保釈請求に際しては、住宅への監視カメラの設置など具体的条件を提示するなどの方法で、東京地裁の保釈決定を引き出している。

ゴーンの日本からの密出国について、自身のブログにおいて、「（日本の）裁判官は独立した司法官ではない。官僚組織の一部だ。日本のメディアは検察庁の広報機関に過ぎない」「（ゴーン被告の密出国は）密出国を「暴挙」「裏切り」「犯罪」と言って全否定することはできないということである。寂しく残念な結論である。もっと違う結論があるべきである。確かに私は裏切られた。しかし、裏切ったのはカルロス・ゴーンではない」と綴り、さらに「彼と同じ財力、人脈、行動力がある人が同じ経験をしたなら、同じことをしようとするだろうことは想像に難くない」と発言した。

この発言に関して、東京都内の男性が、「被告人の逃走を肯定する発言をブログでしたのは重大な非行」などとして高野が所属する第二東京弁護士会に懲戒請求を行ったが、2021年6月、懲戒しないことが決定された。また、これに関連して、同ブログに懲戒請求書をアップロードしたこと等が著作権侵害やプライバシーの侵害に当たるなどとして上記懲戒請求者から民事訴訟を提起されたが、知的財産高等裁判所は、2021年12月、著作権に基づく請求は権利の濫用であり、プライバシーの侵害とも認められないなどとして、上記懲戒請求者の請求を全て棄却する判決が言い渡された（高野の全面勝訴）。

## 過去の担当事件
- 本庄保険金殺人事件
- オウム真理教事件 ‐ 高橋克也 一審[13]
  - 会社員VX殺害事件
  - オウム被害者の会 会長VX襲撃事件
  - 公証人役場事務長逮捕監禁致死事件
  - 東京都庁小包爆弾事件
  - 地下鉄サリン事件
- 東名高速夫婦死亡事故[14]
- カルロス・ゴーン事件[15]
- 柳原病院乳腺外科医事件[16]

## 著作・翻訳
- キース・エヴァンス、高野隆（翻訳）『弁護のゴールデンルール』現代人文社、2000年4月。ISBN 978-4906531974。
- 『ケースブック刑事証拠法』現代人文社、2008年10月
- 『刑事法廷弁護技術』日本評論社、2018年
- 『人質司法』KADOKAWA〈角川新書〉、2021年6月10日。ISBN 978-4-04-082370-6。

## 関連書籍
- 吉野量哉『無罪 裁判員裁判372日の闘争・・・その日』竹書房、2012年11月　※高野の弁護により無罪判決を受けた著者がその経験を綴った本